# Ofiologia

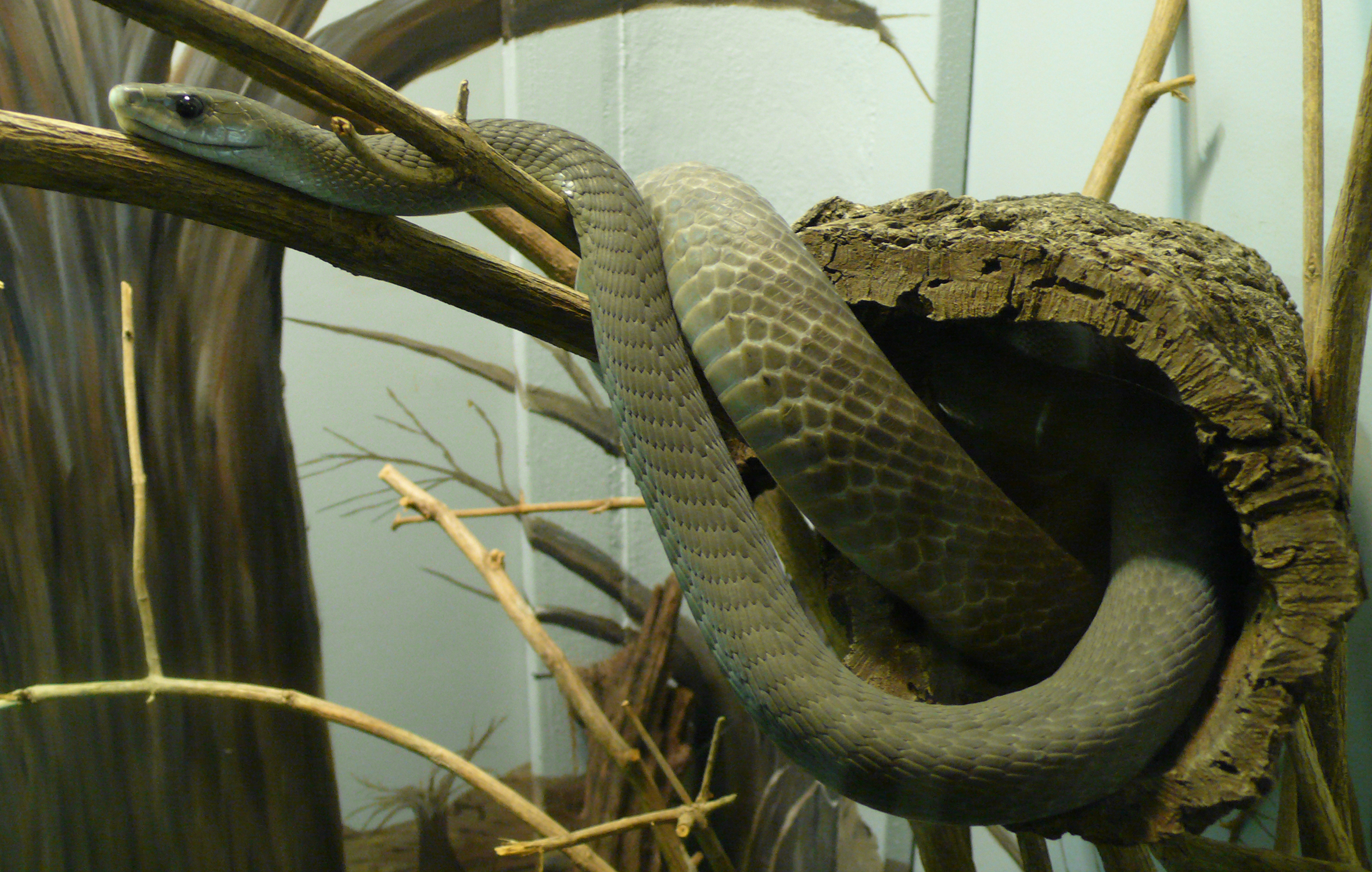

Ofiologia (od gr. ophis = "wąż" i logos = "nauka") - w zoologii, dział herpetologii i reptiliologii zajmujący się wężami, ich badaniami naukowymi, w tym historią naturalną i etologią tych zwierząt.
Osoba, która bada węże to ofiolog. Wielu profesjonalnych ofiologów znalazło pracę w ogrodach zoologicznych, a ofiolodzy amatorzy trzymają węże jako zwierzęta domowe.